# T2: Трейнспоттинг
«T2: Трейнспоттинг» (англ. T2 Trainspotting) иногда также «На игле 2» — драма британского режиссёра Дэнни Бойла. В главных ролях задействованы: Юэн Макгрегор, Юэн Бремнер, Джонни Ли Миллер и Роберт Карлайл. Сюжет картины базируется на романе Ирвина Уэлша «Порно», который является продолжением романа «На игле». В фильме главные герои предпринимают попытки организовать публичный дом. Съёмки фильма стартовали 10 марта 2016 года в Эдинбурге. Премьера картины состоялась 27 января 2017 в Великобритании, в других странах премьеры прошли в феврале и марте, в России релиз картины состоялся 8 марта.
Фильм является продолжением фильма «На игле» (1996).

## Сюжет
Со времён событий первого фильма прошло двадцать лет. Фрэнсис Бэгби всё это время просидел в тюрьме, где он отбывает 25-летнее тюремное заключение. У него была надежда выйти из тюрьмы сейчас, на пять лет раньше, но в условно-досрочном освобождении ему отказали. Кочерыжка обзавёлся женой и ребёнком, однако он непутёвый отец и опять подсел на героин, поэтому живёт отдельно, чтобы не травмировать семью своим видом. Саймон Кайфолом работает в пабе, который достался ему в наследство от тёти. Паб находится в неудобном месте в порту и поэтому не приносит никакого дохода. У Саймона тоже есть семья и ребёнок, но они живут раздельно и вообще не общаются. Саймон со своей нынешней подругой Вероникой, болгарской иммигранткой, занялся небольшой аферой. Вероника занимается сексом с богатыми извращенцами, практикующими пеггинг, Саймон же ведёт съёмку всего этого скрытой камерой, а затем шантажирует жертву записью.
Спустя двадцать лет, после того, как Марк Рентон бросил своих друзей, украв 12 000 фунтов стерлингов, он возвращается в Эдинбург. Всё это время Марк жил в Амстердаме. С женой он недавно развёлся, детей у него нет. Некоторое время назад Марк пережил сердечный приступ, а в скором времени должен попасть под сокращение на работе. Первым делом, попав в Эдинбург, Марк посещает квартиру своей семьи. Там его встречает престарелый отец, который рассказывает, что мать умерла. Марк навещает Кочерыжку, которого спасает от попытки самоубийства, а также посещает паб, где встречает Кайфолома, который его избивает. Марк отдаёт Саймону его долю в 4 000 фунтов. Старые друзья примиряются, хотя в разговоре с Вероникой Саймон говорит, что всё ещё зол, однако не будет подавать виду, но в будущем мечтает всё-таки как-нибудь «кинуть» Марка.
В это время Бегби в тюрьме просит одного из своих друзей-заключённых пырнуть его спицей. Таким образом, Фрэнсиса переводят в больницу, откуда ему удаётся сбежать обманув охрану. Бегби отправляется домой, где встречает жену и взрослого сына. Чтобы немного заработать, он идёт ночью обворовывать богатые дома, беря с собой на дело сына, чтобы обучить того своему мастерству. Сын совершенно не похож на отца и воровать у него не получается. Вообще он учится в колледже и собирается заниматься гостиничным менеджментом. Бегби посещает паб и встречается там с Саймоном. Саймон не рассказывает ему о том, что Марк вернулся в город, но упоминает, что слышал, что Марк работает где-то в офисе в Амстердаме. Услышав про Марка, Бегби приходит в ярость, поскольку одержим идеей мести. Бегби сообщает, что ему нужны только оружие и документы, и он готов ехать в Нидерланды, искать там Марка.
Саймон рассказывает Марку о своей идее организовать бордель на втором этаже паба, который будет замаскирован под сауну, а Вероника будет там «мамочкой». Ему нужен только стартовый капитал, чтобы всё обустроить и Марк соглашается участвовать в этой затее. Вся компания отправляется в загородный клуб, где проводит время средний класс, недовольный современной толерантной Великобританией. Их вечер посвящён Битве на реке Бойн 1690 года, когда протестанты разгромили католиков. Чтобы сойти там за «своих» Марку и Саймону даже приходится сочинять и петь патриотическую песню. В общем итоге им удаётся украсть множество банковских карточек, у большинства из которых лёгкий пин-код — «1690». Утром следующего дня за Саймоном приходят из полиции, так как на него заявила одна из жертв его секс-шантажа. Марк и Вероника тратят все деньги на адвоката, которым работает Диана, подруга молодости Марка.
Марк Рентон, изучая интернет, находит, где можно найти ещё деньги. Существует государственная программа, которая даёт беспроцентные ссуды на развитие малого бизнеса, если при этом бизнесмен занимается модернизацией бывших индустриальных районов. Их паб как раз подходит под это, так как находится в порту. Марк и Саймон участвуют в презентации своего проекта для инвесторов и через некоторое время получают ссуду в 100 000 фунтов. В паб, помогать делать ремонт, приходит и Кочерыжка, который рассказывает Веронике различные истории из своей жизни. Вероника же подмечает, что у Кочерыжки есть талант к рассказыванию историй и предлагает тому записывать их на бумаге, так как потом их будет интересно читать. В это время Марка и Саймона похищает и вывозит в лес местная мафия, которая объясняет, что не может позволить им открыть публичный дом, так как сама контролирует весь нелегальный бизнес в городе.
В одном из ночных клубов Бегби случайно встречает Марка, но тому удаётся сбежать. Бегби отправляется к Кочерыжке, из расчёта, что тот может знать, где скрывается Марк. Туда неожиданно приходит и Вероника. Бегби отпускает их, но забирает у Вероники телефон. С её телефона и от её имени он отправляет сообщения Марку и Саймону с просьбой прийти в полночь в паб.
Вероника рассказывает Кочерыжке, что прочла его рукописи с воспоминаниями и предлагает тому поступить так же, как Марк двадцать лет назад. Она предлагает забрать себе все деньги (государственная ссуда в 100 000 фунтов) и сбежать. Кочерыжка объясняет, что не может предать друзей и вообще большими деньгами обладать ему нельзя, ведь он наркоман. Тем не менее, он помогает Веронике перевести деньги на её счет, и она уезжает домой в Подуяне, обещая позже часть денег всё же перевести хотя бы его жене и ребёнку. Кочерыжка отправляется в паб, где вместе с Марком и Саймоном они одолевают Бегби. Друзья бросают машину с Бегби в багажнике у ворот тюрьмы. Марк отправляется с вещами домой к отцу. Кочерыжка же решает издать свои воспоминания в качестве книги.

## В ролях
- Юэн Макгрегор — Марк «Рента» Рентон
- Джонни Ли Миллер — Саймон «Кайфолом» Уильямсон
- Юэн Бремнер — Дэниел «Кочерыжка» Мёрфи
- Роберт Карлайл — Фрэнсис «Франко» Бэгби
- Анжела Недялкова — Вероника
- Ирвин Уэлш — Майки Форрестер
- Кевин МакКидд — Томми МакКензи
- Келли Макдональд — Диана
- Джеймс Космо — отец Марка
- Ширли Хендерсон — Гейл
- Эми Мэнсон — женщина в клубе

## Производство
В январе 2009 года Дэнни Бойл объявил о своем желании снять продолжение фильма «На игле», события которого будут происходить через девять лет после окончания оригинальной ленты. Сценарий должен был базироваться на романе «Порно» Ирвина Уэлша — продолжении оригинального романа, который лёг в основу предыдущего фильма. Режиссёр намеревался пригласить весь актёрский состав первого фильма, прошедшее время (более 10 лет) должно было помочь им лучше вписаться в облик своих постаревших героев; тем не менее Бойл шутил, что тянул так долго из-за тщеславия актёров. Исполнитель главной роли — Юэн Макгрегор — заявил в одном из интервью, что он согласен поучаствовать в продолжении: «Я двумя руками „за“! Мне не терпится вернуться на съёмочную площадку вместе со всеми остальными, мне кажется, что это будет экстраординарный опыт».
В марте 2013 года Бойл заявил, что планирует делать вольную интерпретацию романа «Порно», по поводу которого режиссёр заметил следующее: «по некоторым нюансам он не дотягивает до шедевра, в отличие от оригинального романа». Также Бойл сказал, если съёмки фильма начнутся, он планирует выпустить его в 2016 году.
6 мая 2014 года во время интервью с Ричардом Бэконом на радио Би-би-си Уэлш подтвердил, что встречался и обсуждал детали сиквела с Бойлом, Эндрю Макдональдом и съёмочной группой первого фильма. Уэлш заявил, что встреча была посвящена «исследованию истории и сценарных идей. Мы не заинтересованы, чтоб из этой идеи получился трэш, паразитирующий на идее оригинального фильма… Мы намереваемся сделать что-то свежее и современное». Однако тогда Уэлш не подтвердил конкретных сроков выхода фильма, в отличие от комментариев Бойла.
17 ноября 2014 года в газете The Scotsman вышла статья, посвященная будущему фильма «На игле 2». В частности в ней отмечалось, что Макгрегор и Бойл уладили все разногласия и обсудили детали сиквела, автор статьи писал: «Я знаю, что Дэнни и Юэн снова наладили контакт друг с другом. Основной актёрский состав, участие которого было под вопросом, подтвердил свою заинтересованность в проекте. Повышенное внимание к продолжению оригинального фильма обещает нам кропотливую работу со стороны создателей — первый фильм был прорывом для Бойла, теперь же он один из колоссов кинематографа. Создатели фильма твёрдо намерены приумножить наследие первой части».
7 сентября 2015 года на фестивале Telluride Film Бойл заявил, что его следующий фильм будет продолжением оригинальной ленты «На игле».
27 сентября 2015 года в интервью ComingSoon.net Бойл рассказал, что сценарий готов и съёмки фильма будут проходить в период с мая по июнь 2016 года, причём создатели надеются выпустить фильм к концу того же года, чтобы успеть к 20-летнему юбилею оригинальной картины.
В ноябре 2015 года, во время премьеры фильма «Стив Джобс» Бойл заявил — он отлично понимает, что зрители могут и «убить» его за провал. «Да меня просто распнут. Но если сыграть на этой потенциальной опасности и взять от риска все, можно получить достойный фильм» — пояснил режиссёр. По словам Бойла, участие оригинального состава актёров — лучший показатель качества сценария: «Их барометр чуши очень силен, ведь именно им нужно заставить сценарий выглядеть убедительным и правдивым. Когда дело дошло до продолжения „На игле“, они очень нервничали, для них всех этот фильм — огромный кусок репутации, и за своих персонажей они горой».
В начале декабря 2015 года, было объявлено, что кинокомпания TriStar Pictures приобрела права на международную дистрибуцию фильма, тогда же своё участие в съёмках официально подтвердили все четыре главных актера первого фильма: Юэн Макгрегор, Джонни Ли Миллер, Юэн Бремнер и Роберт Карлайл. Сюжет фильма будет происходить через 20 лет после событий оригинальной ленты, съёмки планируется начать весной 2016 года.
Съёмки фильма начались в мае. Макгрегор так прокомментировал текущие события: «сценарий действительно, действительно, действительно хорош». Юэн подчеркнул, что никто из создателей продолжения не хочет делать плохой сиквел, и если бы сценарий не был «самым выдающимся», то вряд ли бы вторую часть начали снимать. Также актёр добавил, что они не будут точно следовать первоисточнику, поскольку актеры уже гораздо старше героев книги.

## Саундтрек
Официальный саундтрек был выпущен 27 января 2017 года на лейбле Polydor Records.
| №   | Название                                 | Исполнитель                                    | Длительность |
| --- | ---------------------------------------- | ---------------------------------------------- | ------------ |
| 1.  | «Lust for Life (The Prodigy Remix)»      | Игги Поп                                       | 5:00         |
| 2.  | «Shotgun Mouthwash»                      | High Contrast                                  | 2:53         |
| 3.  | «Silk»                                   | Wolf Alice                                     | 4:05         |
| 4.  | «Get Up»                                 | Young Fathers                                  | 3:50         |
| 5.  | «Relax»                                  | Frankie Goes to Hollywood                      | 3:57         |
| 6.  | «Eventually But (Spud's Letter to Gail)» | Underworld и Юэн Бремнер                       | 2:24         |
| 7.  | «Only God Knows»                         | Young Fathers feat. Leith Congregational Choir | 3:52         |
| 8.  | «Dad's Best Friend»                      | The Rubberbandits                              | 3:04         |
| 9.  | «Dreaming»                               | Blondie                                        | 3:06         |
| 10. | «Radio Ga Ga»                            | Queen                                          | 5:43         |
| 11. | «It's Like That»                         | Run-D.M.C. feat. Jason Nevins                  | 4:09         |
| 12. | «(White Man) In Hammersmith Palais»      | The Clash                                      | 4:00         |
| 13. | «Rain or Shine»                          | Young Fathers                                  | 3:50         |
| 14. | «Whitest Boy on the Beach»               | Fat White Family                               | 4:53         |
| 15. | «Slow Slippy»                            | Underworld                                     | 3:50         |

## Отзывы
| Рейтинги        | Рейтинги |
| Издание         | Оценка   |
| --------------- | -------- |
| Rotten Tomatoes | 81 %     |
| Metacritic      | 67/100   |

На агрегаторе Rotten Tomatoes фильм имеет 81%-й рейтинг с «сертификатом свежести», выведенный на основании 253 рецензий. Критический консенсус сайта гласит: «T2 добавляет опьяняющий, эмоционально-резонирующий постскриптум к своему предшественнику, несмотря на то, что в полной мере не передаёт свежесть и острые ощущения оригинала». На агрегаторе Metacritic рейтинг фильма составил 67 баллов из 100 на основании 42 рецензий.
Рецензент газеты The Telegraph Робби Коллин поставил фильму 3 балла из 5. Он похвалил сценариста Джона Ходжа за то, что уловил характеры персонажей, и назвал Макгрегора драматическим стержнем фильма. Хотя фильм проигрывает первой части, Коллин заключает: «он заслуживает внимания как самостоятельное произведение». В свою очередь Энн Хорнадей из Washington Post назвала фильм «респектабельным упражнением в фан-сервисе».
Катя Загвоздкина («Интерфакс») отметила «чудовищную несамостоятельность» фильма, который «напоминает встречу одноклассников», тоскующих по ушедшим временам. С точки зрения Алисы Таёжной (The Village), «„T2: Трейнспоттинг“, играя на ностальгических чувствах, при этом является самоценным фильмом о том, как яркие воспоминания заменяют многим из нас динамику настоящего момента. Этот фильм — лекарство от ретромании и идеализации времени и эпохи: без звукового ряда с Игги Попом и „Born Slippy“ комната молодости выглядит всего лишь как брошенная детская». По мнению Ивана Чувиляева («Фонтанка.ру»), Бойл вернулся к героям фильма, чтобы «договорить о них самое важное», показав «трагедию тех, кто имел неосторожность пережить своё время» и «никогда не устроится в новой эпохе». Андрей Творогов («Ульяновская правда») отметил, что «T2: Трейнспоттинг» не только продолжил, но и расширил первоначальную историю: «Весёлый молодёжный шедевр превратился в психологическую, экзистенциальную драму о старении, времени, и месте человека в жизни. Месте, которое герои „На игле 2“ так и не нашли».